# Escudo da Comunidade Valenciana
O Escudo da Comunidade Valenciana está escrito no Diario Oficial de la Generalidad Valenciana e pela Lei Geral Valenciana, pelo que se regulam os símbolos da comunidade valenciana e sua utilização.
O escudo está descrito da seguinte maneira:
1. O emblema da Generalidad Valenciana se constitui com a heráldica do rei Pedro, o Cerimonioso, representativa do histórico Reino de Valência, tal como diz a continuação:
1.1 = Escudo: inclinado para a direita, de ouro, com quatro listras verticais em vermelho.
1.2 = Timbre: Elmo de prata com uma coroa; tem um pano azul, preso entre a coroa e o elmo, e neste pano, há uma cruz prateada; acima de tudo, há um imponente dragão de ouro, alado, linguado e dentado.